# ونسا کربی
ونسا نولا کربی (انگلیسی: Vanessa Nuala Kirby؛ زادهٔ ۱۸ آوریل ۱۹۸۸) بازیگر انگلیسی است. او حرفهٔ بازیگری را با تئاتر آغاز کرد و در نمایش‌های همه پسران من (۲۰۱۰)، رؤیای شب نیمه تابستان (۲۰۱۰)، سه خواهر (۲۰۱۲) و اتوبوسی به نام هوس (۲۰۱۴) به روی صحنه رفت.
کربی با به تصویر کشیدن شاهدخت مارگارت در مجموعهٔ درام تاج (۲۰۱۶–۲۰۱۷) در عرصهٔ بین‌المللی شناخته شد و برای این نقش برندهٔ جایزهٔ تلویزیونی بفتا گردید. او در فیلم‌های اکشن هابز و شاو (۲۰۱۹) و مجموعهٔ سینمایی مأموریت: غیرممکن نیز به ایفای نقش پرداخت. بابت بازی در نقش زن داغداری در تکه‌های یک زن (۲۰۲۰)، کربی برندهٔ جام ولپی بهترین بازیگر زن و همچنین نامزد جایزه اسکار بهترین بازیگر زن شد. او از زمان ژوزفین بوآرنه را در درام تاریخی ناپلئون (۲۰۲۳) به تصویر کشید.

## گزیدهٔ نقش‌آفرینی‌ها

### سینما
| سال  | عنوان                                   | نقش                         | یادداشت    |
| ---- | --------------------------------------- | --------------------------- | ---------- |
| ۲۰۱۰ | عشق/حِـرمان                              | جین                         |            |
| ۲۰۱۲ | تلافی خصمانه                            | نیکولا                      |            |
| ۲۰۱۲ | نورا                                    | زن جوان                     | کوتاه      |
| ۲۰۱۳ | چارلی کانتریمن                          | فلیستی                      |            |
| ۲۰۱۳ | دربارهٔ زمان                             | جوآنا                       |            |
| ۲۰۱۴ | معاوضه                                  | زن                          | فیلم کوتاه |
| ۲۰۱۴ | بی‌خواب‌ها                                | جد                          | فیلم کوتاه |
| ۲۰۱۴ | ملکه و کشور                             | دان روهان                   |            |
| ۲۰۱۴ | تئاتر ملی زنده: اتوبوسی به نام هوس      | استلا کوالسکی               |            |
| ۲۰۱۴ | گزارش غیررسمی: شیطان با جزئیات          | جسیکا                       | فیلم کوتاه |
| ۲۰۱۵ | صعود ژوپیتر                             | کاترین دانلوی               |            |
| ۲۰۱۵ | استخوان در گلو                          | سوفی                        |            |
| ۲۰۱۵ | اورست                                   | سندی هیل (کوهنورد)          |            |
| ۲۰۱۶ | نابغه                                   | زلدا فیتزجرالد              |            |
| ۲۰۱۶ | دستور کشتن                              | کاترین میلز                 |            |
| ۲۰۱۶ | من پیش از تو                            | آلیسا دیویرز                |            |
| ۲۰۱۸ | مأموریت: غیرممکن – فال‌اوت               | آلانا میتسوپلیس / بیوه سفید |            |
| ۲۰۱۹ | آقای جونز                               | اِیدا بروکس                  |            |
| ۲۰۱۹ | هابز و شاو                              | هتی شاو                     |            |
| ۲۰۲۰ | تکه‌های یک زن                            | مارتا                       |            |
| ۲۰۲۰ | دنیای پیش رو                            |                             |            |
| ۲۰۲۲ | پسر                                     |                             |            |
| ۲۰۲۳ | مأموریت: غیرممکن – روزشمار مرگ قسمت اول |                             |            |
| ۲۰۲۳ | ناپلئون                                 | ژوزفین بوآرنه               |            |
| ۲۰۲۴ | بهشت                                    | دورا استراش                 |            |
| ۲۰۲۵ | هشتمین فیلم بدون عنوان مأموریت: غیرممکن | آلانا میتسوپلیس / بیوه سفید |            |
| ۲۰۲۵ | چهار شگفت‌انگیز: گام‌های نخست             | سو استورم / زن نامرئی       |            |
| TBA  | Night Always Comes                      |                             |            |

### تلویزیون
| سال            | عنوان                  | نقش               | توضیحات                        |
| -------------- | ---------------------- | ----------------- | ------------------------------ |
| ۲۰۱۱           | ساعت                   | روث اِلمس          | ۳ قسمت                         |
| ۲۰۱۱           | آرزوهای بزرگ           | اِستلا هاویشام     | مینی‌سریال؛ ۳ قسمت              |
| ۲۰۱۲           | هزارتو                 | آلیس تانر         | مینی‌سریال؛ ۲ قسمت              |
| ۲۰۱۳           | پوآرو                  | سیلیا رِیون‌اسکرافت | اپیزود: "فیل‌ها به یاد می‌آورند" |
| ۲۰۱۵           | متصدی لباس             | آیرین             | تله‌فیلم                        |
| ۲۰۱۵           | وقایع‌نگاری فرانکنشتاین | لیدی جمیما هاروی  | نقش اصلی؛ ۷ قسمت               |
| ۲۰۱۷–۲۰۱۶ ۲۰۲۲ | تاج                    | شاهدخت مارگارت    | نقش اصلی؛ ۱۸ قسمت              |